# Parti socialiste hongrois
Pour les autres articles nationaux ou selon les autres juridictions, voir Parti socialiste.
Le Parti socialiste hongrois (hongrois : Magyar Szocialista Párt, prononcé [ˈmɒɟɒɾ ˈsotsiɒliʃtɒ ˈpaːɾt], MSZP) est un parti politique hongrois de centre gauche, dont le président est Bertalan Tóth.
Fondé en 1989 sur les restes du Parti socialiste ouvrier hongrois (Magyar Szocialista Munkáspárt, MSzMP) (parti unique de la République populaire de Hongrie), il est désormais un parti démocratique d'inspiration socialiste et social-démocrate, membre du Parti socialiste européen et de l'Internationale socialiste. 
Ses alliés traditionnels sont l'Alliance des démocrates libres (Szabad Demokraták Szövetsége, SzDSz) et le Parti social-démocrate de Hongrie (Magyarországi Szociáldemokrata Párt, MSzDP). Depuis 2011, il fait face à la dissidence de la Coalition démocratique (Demokratikus Koalíció), fondée par l'ancien Premier ministre socialiste Ferenc Gyurcsány.

## Histoire

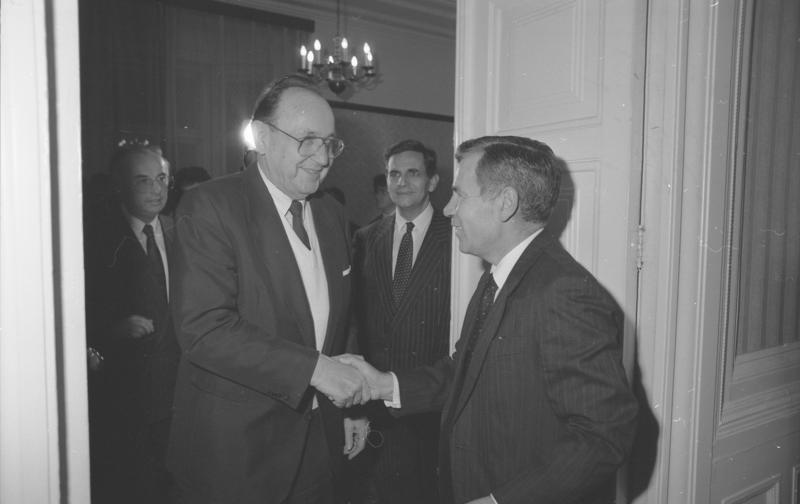
Gyula Horn, alors ministre communiste des affaires étrangères en 1989 (à droite) et futur premier chef de gouvernement MSZP en 1994.

Le MSZP tient son congrès fondateur le 7 octobre 1989 lors du 14e congrès du Parti socialiste ouvrier hongrois (Magyar Szocialista Munkáspárt, MSzMP) (parti unique de la République populaire de Hongrie). Comptant alors 700 000 adhérents, les délégués du nouveau parti désignent le communiste réformateur Rezső Nyers (ancien social-démocrate, il avait rallié les communistes en 1948) comme leur premier président. Le MSZP devient dès lors un parti démocratique concourant aux côtés d'autres formations aux élections libres. Il parvient, au cours de la décennie 1990, à se hisser comme un parti pivot de la nouvelle démocratie parlementaire et comme le grand parti de la gauche hongroise.
Lors des premières élections législatives de 1990, le MSZP est laminé, n'obtenant que 10,4 % des suffrages exprimés. Quatre ans plus tard, il réussit un retour en force spectaculaire, obtenant la majorité absolue à l'Assemblée nationale avec 209 sièges sur 386. Le socialiste Gyula Horn devient alors Premier ministre.
En 1998, le MSZP perd le pouvoir au profit du Fidesz, jeune parti conservateur. En 2002, le MSZP réussit l'alternance, en s'alliant avec  l'Alliance des démocrates libres (Szabad Demokraták Szövetsége, SzDSz). Péter Medgyessy, ancien ministre des finances du MSzMP ayant fait carrière dans le secteur bancaire, devient Premier ministre.

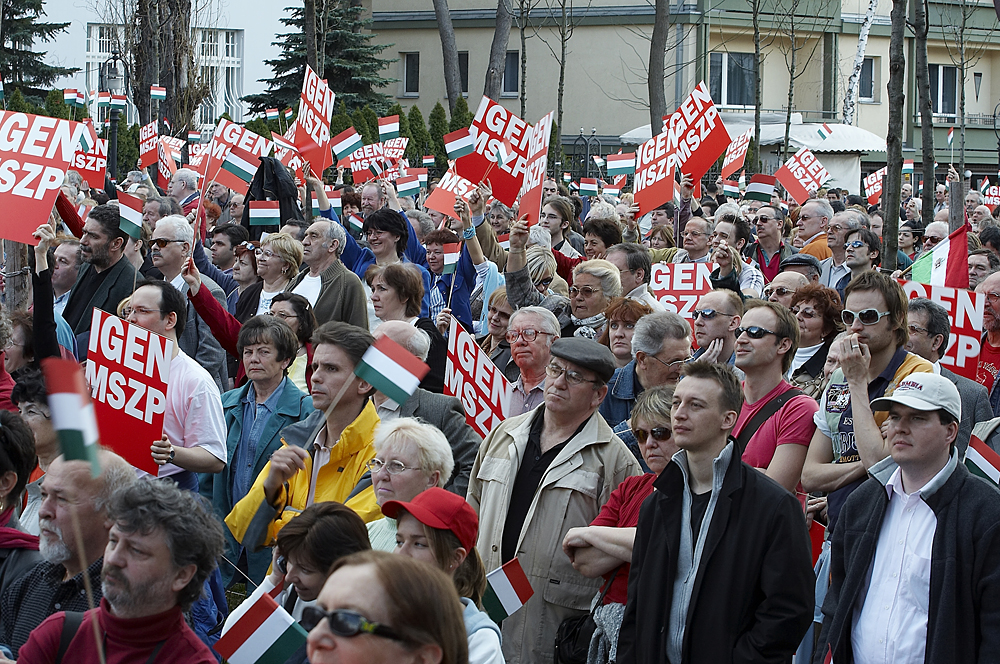
Meeting du MSZP en 2006

En 2004, Péter Medgyessy démissionne de son poste et est remplacé par un ancien responsable de la Fédération hongroise de la jeunesse communiste (Magyar Kommunista Ifjúsági Szövetség, KISz), devenu après le changement de régime un homme d'affaires prospère, le socialiste Ferenc Gyurcsány. Contre toute attente, ce dernier parvient à reconduire la majorité sociale-libérale (MSZP-SzDSz) lors des élections législatives de 2006.

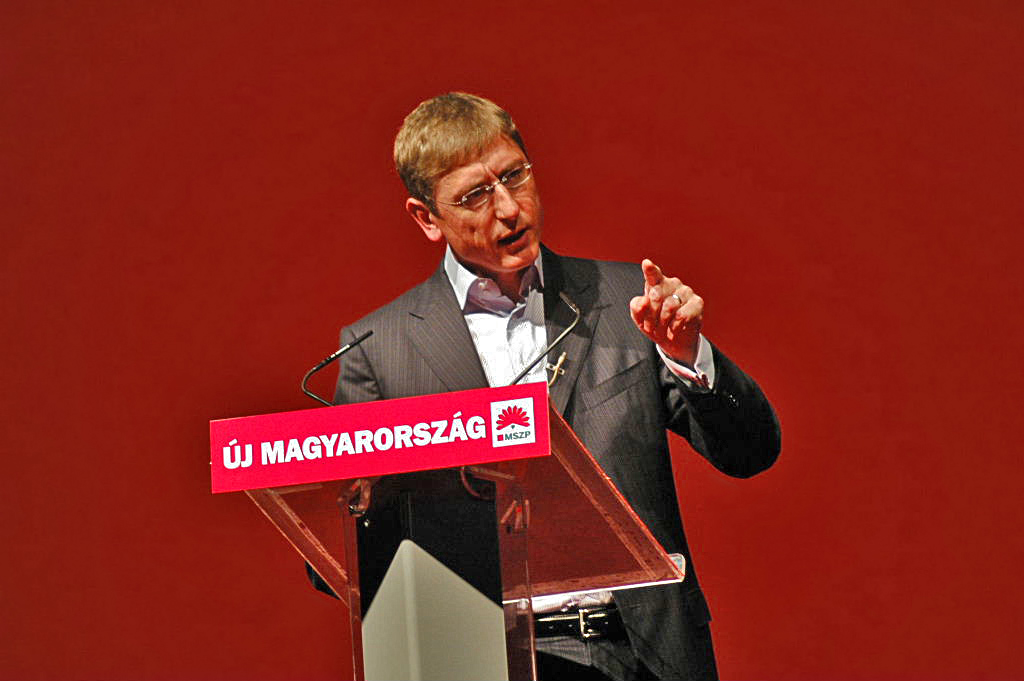
Ferenc Gyurcsány, 2006

En mai 2006, un mois après avoir été réélu pour un second mandat, Ferenc Gyurcsány reconnaît dans un enregistrement vidéo avoir menti sur l'état du pays et de ses finances pour gagner les élections.  Quelques mois plus tard le MSZP subit une défaite cinglante aux élections municipales et régionales d'octobre 2006 et traverse une période d'agitations très intense. En mars 2009, devant la forte protestation d'une grande partie de la population, il cède les responsabilités gouvernementales à Gordon Bajnai, proche mais non-encarté au MSZP et quitte de la même façon la présidence du parti au profit d'Ildikó Lendvai. 
Lors des élections législatives d'avril 2010, l'impopularité de Ferenc Gyurcsány ainsi que les politiques de rigueur menée par le gouvernement de gauche dans un contexte de crise économique entrainent une défaite historique du MSZP, au profit du Fidesz, qui remporte la majorité absolue au Parlement. Le recul du parti se fait surtout sentir dans ses bastions historiques, notamment au Nord-Est de la Hongrie, où le mouvement d'extrême droite Jobbik fait une percée remarquée. Le jeune candidat au poste de Premier ministre Attila Mesterházy remplace alors Ildikó Lendvai à la présidence du parti, qui démissionne dès le soir de la défaite.
Au terme des élections municipales d'octobre 2010, l'immense majorité des localités tombe dans l'escarcelle de la droite. Budapest connait également l'alternance par la victoire du Fidesz dans la quasi-totalité des arrondissements. Le symbole est d'autant plus important que la capitale hongroise était considérée depuis la chute du communisme comme un bastion imprenable des libéraux de l'Alliance des démocrates libres, alliés aux socialistes. Seul le XIIIe arrondissement conserve une majorité de gauche autour du MSZP. Dans le reste du pays, la gauche parvient néanmoins à conserver Szeged.

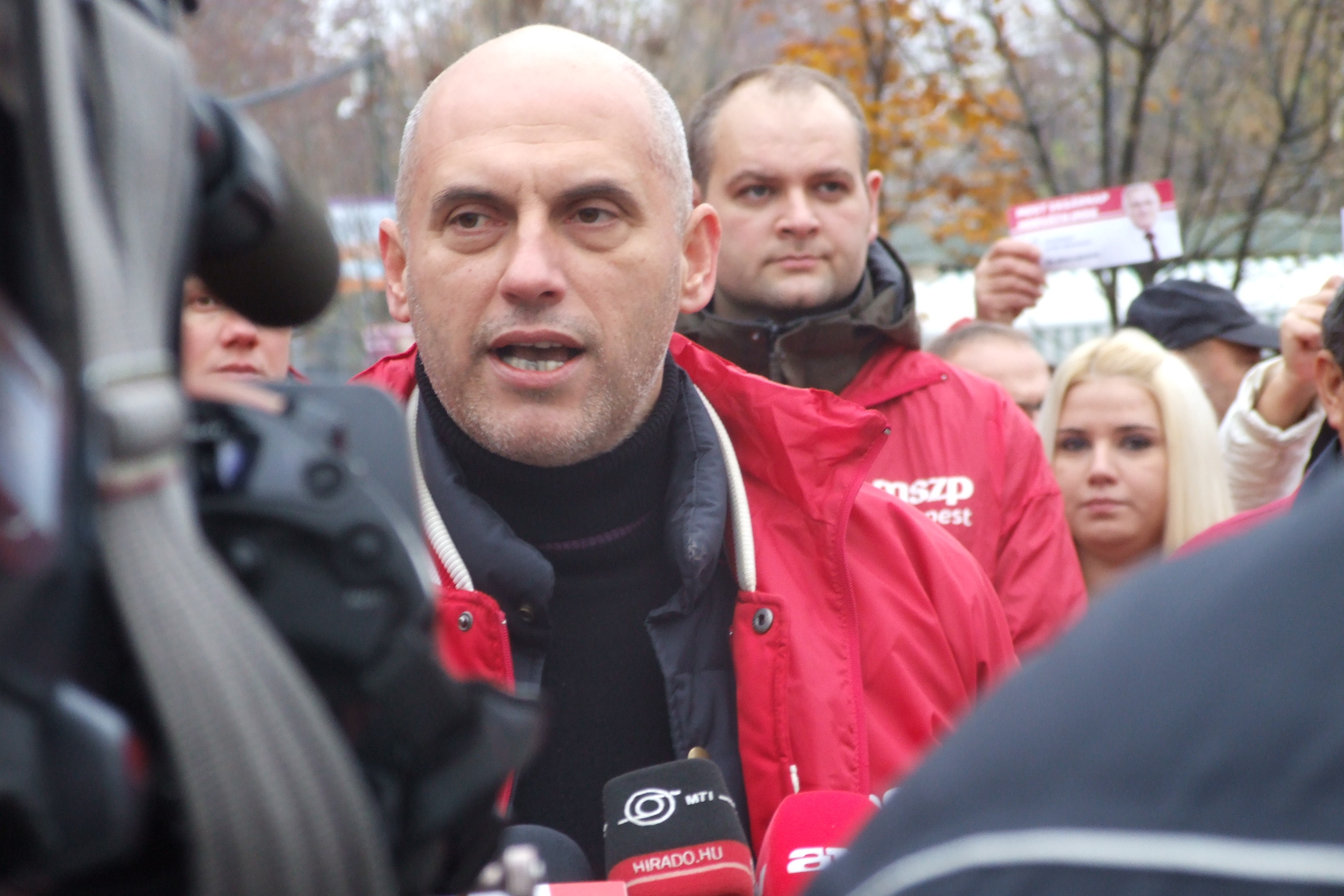
József Tóbiás à Újpest en 2014.

Peu avant les élections législatives du printemps 2014, le MSZP intègre Unité, une plate-forme des partis de l'opposition progressiste au Fidesz. Avec cette liste commune, il parvient à obtenir 29 députés au sein de la nouvelle Assemblée nationale. Peu après, lors des élections européennes de 2014, le MSZP engrange seul 10,92% des suffrages et envoie deux députés européens à Strasbourg. À l'échelle du parti, l'échec de la stratégie face au Fidesz, tout autant que la difficile gestion des dissidences, entraîne une crise de leadership, laquelle se traduit par la démission d'Attila Mesterházy. Le 31 mai 2014, c'est László Botka, bourgmestre de Szeged qui prend la direction par intérim. Le congrès qui suit en juillet intronise József Tóbiás, seul candidat au poste. Les élections municipales de l'automne 2014 marquent un léger regain en faveur du MSZP, notamment à Budapest où la gauche parvient à récupérer plusieurs arrondissements. 
József Tóbiás est désavoué par le congrès réuni le 25 juin 2016. Se présentant face à lui, Gyula Molnár est élu nouveau président du parti.

## Fondements idéologiques et philosophiques

### Valeurs
Le MSZP est issu de la frange réformiste de l'ancien Parti socialiste ouvrier hongrois (MSzMP). Lors de la transition démocratique en Hongrie, il choisit de s'ancrer au sein de la social-démocratie européenne. En 1994, lors de sa première expérience du pouvoir en tant que parti socialiste, il mène une politique résolument ouverte à l'économie de marché et procède à de nombreuses réformes tendant à soutenir le tournant libéral de l'économie hongroise. Lors de sa seconde expérience gouvernementale entre 2002 et 2010, le parti socialiste accentue cette orientation en menant une politique sociale-libérale, explicitement inspirée du recentrage des partis sociaux-démocrates européens sous l'influence du manifeste de la Troisième voie-Nouveau Centre rédigé par Tony Blair et Gerhard Schröder. 
Le MSZP se positionne comme l'héritier du mouvement ouvrier en Hongrie, à la fois défenseur des valeurs de gauche et des intérêts nationaux. Il défend le principe d'une transformation sociale fondée sur les valeurs de liberté, d'égalité, de justice et de solidarité. Pour ce faire, il opte pour conforter l'idée d'une émancipation collective passant par l'épanouissement individuel. Les socialistes hongrois sont historiquement partisans de la construction européenne et se situent dans la mouvance internationaliste.

### Les plates-formes
Les courants internes au MSZP prennent le nom de "plate-forme" et sont constitutifs du fonctionnement interne du parti. Selon les statuts du MSZP, « la plate forme rassemble les membres du parti qui partagent une communauté politique de points de vue, indépendamment du programme du parti et des éléments d'orientation fondamentaux ; elle organise ainsi l'expression publique des opinions divergentes ».
Pour ce faire, chaque plate-forme nationale doit compter au moins 300 adhérents et recevoir l'explicative officielle de la part du comité national du parti.
- Rassemblement à gauche (Baloldali Tömörülés Platform), animé par Dénes Koltai ;
- Rationalité et responsabilité (Ésszerűség és Felelősség Platform), animé par Krisztián Kertész ;
- Troisième vague (Harmadik Hullám Platform), animé par Balázs Bárány ;
- Plate-forme Populaire (Népi Platform), animée par Zoltán Fekete;
- Plate-forme Socialiste (Szocialista Platform) animée par Ferenc Baja ;
- Union pour les valeurs de la social-démocratie (Társulás a Szociáldemokrata Értékekért Platform) animé par István Hiller.

## Dirigeants
| Années      | Nom               |
| ----------- | ----------------- |
| 1989-1990   | Rezső Nyers       |
| 1990-1998   | Gyula Horn        |
| 1998-2004   | László Kovács     |
| 2004-2007   | István Hiller     |
| 2007-2009   | Ferenc Gyurcsány  |
| 2009-2010   | Ildikó Lendvai    |
| 2010-2014   | Attila Mesterházy |
| 2014-2016   | József Tóbiás     |
| 2016-2018   | Gyula Molnár      |
| Depuis 2018 | Bertalan Tóth     |

- László Andor, commissaire européen chargé de l'emploi, des affaires sociales et de l'insertion (2010-2014)
- Zita Gurmai, présidente du PSE Femmes et du MSZP Femmes, secrétaire nationale du Parti socialiste français aux droits des femmes (2008)
- Ferenc Gyurcsány, président du MSZP (2007-2009) et Premier ministre de Hongrie (2004-2009)
- István Hiller, président du MSZP (2004-2007)
- Gyula Horn, président du MSZP (1990-1998) et Premier ministre de Hongrie (1994-1998)
- Béla Katona, président de l'Assemblée nationale (2009-2010)
- László Kovács, président du MSZP (1998-2004), ministre hongrois des Affaires étrangères (1994-1998 ; 2002-2004), commissaire européen chargé de la fiscalité et de l'union douanière (2004-2009)
- Ildikó Lendvai, présidente du MSZP (2009-2010)
- Attila Mesterházy, candidat au poste de Premier ministre (2010), président du MSZP (2010-2014)
- Rezső Nyers, premier président du MSZP (1989-1990)
- Katalin Szili, présidente de l'Assemblée nationale de Hongrie (2002-2009) et ministre de la Protection de l'environnement et du Développement rural (1994-1998)

## Organisation

### Structures associées
- Communauté des municipalités de gauche (Baloldali Önkormányzati Közösség)
- Societas - Mouvement de la jeunesse de gauche (Societas Új Mozgalom), mouvement de jeunesse du MSZP, a remplacé la Jeune Gauche (Fiatal Baloldal), membre des Jeunes socialistes européens (ECOSY) et de l'Union internationale de la jeunesse socialiste (International Union of Socialist Youth, IUSY)
- Fondation Mihály Táncsics (Táncsics Mihály Alapítvány), think-tank social-démocrate hongrois, partenaire de la Fondation Friedrich-Ebert de Budapest
- Népszabadság est le grand journal de gauche en Hongrie. Ancien organe officiel du Parti socialiste ouvrier hongrois, le MSZP y détient encore une participation par le biais de la Fondation Presse Libre (Szabad Sajtó Alapítvány).

## Résultats électoraux

### Élections législatives
Le mode de scrutin a changé aux élections législatives de 2014.
| Élections | 1er tour           | 1er tour           | 2e tour         | 2e tour         | Nombre de sièges | Pourcentage des sièges | Gouvernement                                   |
| Élections | Voix               | %                  | Voix            | %               | Nombre de sièges | Pourcentage des sièges | Gouvernement                                   |
| --------- | ------------------ | ------------------ | --------------- | --------------- | ---------------- | ---------------------- | ---------------------------------------------- |
| 1990      | 534 898            | 10,89              | 216 496         | 6,35            | 33 / 386         | 8,55                   | Opposition                                     |
| 1994      | 1 781 867          | 32,99              | 1 935 719       | 45,16           | 209 / 386        | 54,15                  | Horn                                           |
| 1998      | 1 445 909          | 32,25              | 192 640         | 39,84           | 134 / 386        | 34,72                  | Opposition                                     |
| 2002      | 2 361 997          | 42,05              | 2 011 820       | 45,77           | 178 / 386        | 46,11                  | Medgyessy (2002-2004), Gyurcsány I (2004-2006) |
| 2006      | 2 336 705          | 43,21              | 1 510 358       | 46,63           | 190 / 386        | 49,22                  | Gyurcsány II (2006-2009), Bajnai (2009-2010)   |
| 2010      | 1 200 000          | 16,21              | 1 510 358       | 19,63           | 59 / 386         | 19,22                  | Opposition                                     |
| Élections | Scrutin uninominal | Scrutin uninominal | Proportionnelle | Proportionnelle | Nombre de sièges | Pourcentage des sièges | Gouvernement                                   |
| Élections | Voix               | %                  | Voix            | %               | Nombre de sièges | Pourcentage des sièges | Gouvernement                                   |
| 2014      | 1 317 879          | 26,85[a]           | 1 290 806       | 25,57           | 29 / 199         | 14,57                  | Opposition                                     |
| 2018      | 622 458            | 11,22[b]           | 682 602         | 11,91           | 15 / 199         | 10,05                  | Opposition                                     |
| 2022      | 1 983 708          | 36,90[c]           | 1 947 331       | 34,44           | 10 / 199         | 5,03                   | Opposition                                     |

- ^  En coalition avec EGYÜTT-DK-PM-MLP
- ^  En coalition avec PM
- ^  En coalition avec EM

### Élections municipales
| Année | Conseils de comitats | +/- |            | Assemblée de Budapest | +/- |
| ----- | -------------------- | --- | ---------- | --------------------- | --- |
| 2019  | 18 / 381             |     | 18 / 31[e] | 6                     |     |

- ^ Fait partie d'une alliance électorale

### Élections européennes
| Année | Voix      | %    | Rang | Sièges | Groupe |
| ----- | --------- | ---- | ---- | ------ | ------ |
| 2004  | 1 054 921 | 34,3 | 2e   | 9 / 24 | PSE    |
| 2009  | 503 140   | 17,4 | 2e   | 4 / 22 | S&D    |
| 2014  | 252 751   | 10,9 | 3e   | 2 / 21 | S&D    |
| 2019^ | 229 551   | 6,6  | 4e   | 1 / 21 | S&D    |

- ^ Liste commune avec le MSZP-Dialogue